# Birmingham New Street
Birmingham New Street – największa stacja kolejowa w Birmingham, w Anglii. Położona jest w centrum miasta. Ma 6 peronów i obsługuje rocznie 14,221 mln pasażerów.
Liczba pociągów kursujących od poniedziałku do soboty poza szczytem, w pociągach na godzinę (p/hr)
Przewoźnik:Virgin Trains 
- 3 p/hr London Euston przez Coventry
- 1 p/hr Glasgow Central lub Edynburg do Waverley (na zmianę) przez Preston do i Carlisle.

Przewoźnik: CrossCountry 
- 2 p/hr Manchester Piccadilly przez Stafford i Stoke-on-Trent.
- 2 p/hr Bristol Temple Meads, jeden z nich kontynuuje jazdę do Plymouth, niektóre jadą dalej, nawet do Penzance.
- 2 p/hr Nottingham przez Derby.
- 2 p/hr Leicester, jeden z nich kontynuuje jazdę do Stansted Airport przez Peterborough.
- 2 p/hr Reading przez Oxford, niektóre jadą dalej do Southampton Central i Bournemouth.
- 1 p/hr Cardiff Central przez Gloucester i Newport.
- 1 p/hr Newcastle Central przez Sheffield i Doncaster.
- 1 p/hr Edynburg Waverley przez Leeds i Newcastle Central, kontynuują na zmianę do Glasgow Central lub Dundee i Aberdeen.

Przewoźnik: London Midland 
- 3 p/hr Longbridge
- 3 p/hr Redditch
- 2 p/hr Four Oaks
- 2 p/hr Lichfield City
- 2 p/hr Lichfield Trent Valley
- 2 p/hr Wolverhampton
- 3 p/hr Walsall
- 1 p/hr Rugeley Trent Valley
- 3 p/hr London Euston przez Coventry i Northampton
- 2 p/hr Liverpool Lime Street przez Crewe
- 1 p/hr Birmingham International
- 1 p/hr Hereford przez Bromsgrove i Worcester Foregate Street
- 1 p/hr Shrewsbury

Przewoźnik: Arriva Trains Wales 
- 1 p/hr Birmingham International
- 1 p/hr Shrewsbury, kontynuują na zmianę do Chester i Holyhead lub Aberystwyth/Pwllheli